# Parafonia
La parafonia, nel mondo dei sintetizzatori analogici, riguarda la possibilità di generare voci di polifonia, limitando lo sforzo tecnico alla sola generazione e facendo confluire le voci in un singolo canale di articolazione e trattamento timbrico. Questa tecnica "polifonica" è nata nel periodo dei primi sintetizzatori analogici in quanto aveva dei costi inferiori di realizzazione rispetto alla normale polifonia (cioè la riproduzione contemporanea di più suoni).